# Bagnoli di Sopra Merlot riserva
Le Bagnoli di Sopra Merlot riserva est un vin rouge italien de la région Vénétie doté d'une appellation DOC depuis le 16 août 1995. Seuls ont droit à la DOC les vins rouges récoltés à l'intérieur de l'aire de production définie par le décret. 

## Aire de production
Les vignobles autorisés se situent en province de Padoue dans les communes de Agna, Arre, Bagnoli di Sopra, Battaglia Terme, Bovolenta, Candiana, Due Carrare, Cartura, Conselve, Monselice, Pernumia, San Pietro Viminario, Terrassa Padovana et Tribano. Le vignoble Colli Euganei est à quelques kilomètres.
Voir aussi les articles Bagnoli di Sopra Merlot classico  (aire de production limitée)  et Bagnoli di Sopra Merlot.

## Caractéristiques organoleptiques
- couleur : rouge rubis tendant vers un rouge grenat avec le vieillissement
- odeur : intense, fruité, épicé, caractéristique, agréable
- saveur : sec, plein, épicé, assez tannique, harmonique.

Le Bagnoli di Sopra Merlot riserva se déguste à une température de 14 à 16 °C et il se gardera 2 – 4 ans.

## Production
Province, saison, volume en hectolitres :
- pas de données disponibles